# Rytigynia uhligii
Rytigynia uhligii är en måreväxtart som först beskrevs av Karl Moritz Schumann och Kurt Krause, och fick sitt nu gällande namn av Bernard Verdcourt. Rytigynia uhligii ingår i släktet Rytigynia och familjen måreväxter. Inga underarter finns listade i Catalogue of Life.